# 特林嫩湖
53°27′58″N 12°55′22″E / 53.465978°N 12.922668°E
特林嫩湖（德語：Trinnensee），是德國的湖泊，位於該國東北部梅克倫堡-前波美拉尼亞州，由梅克倫堡湖區郡負責管轄，長0.3公里、寬0.3公里，面積0.07平方公里，海拔高度65米，湖岸線長度1公里。